# BMW X5
BMW X5 este un crossover SUV de lux introdus în 1999 ca prima generație E53. A fost primul SUV (Sport Utility Vehicle) de la BMW, de asemenea cunoscut ca 4X4 în unele țări. Are transmisie integrală, care este înregistrată ca sistemul „X” drive și este disponibil cu transmisie automată și manuală. A doua generație X5, cunoscută ca E70, a fost lansată în 2006, cu prima versiune M anunțată în 2009. 
BMW descrie X5 ca fiind un Sport Activity Vehicle (SAV) decât un SUV pentru a sublinia capacitatea lui de drum, în ciuda dimensiunii sale.

## Prima generație E53 (1999-2006)
Vehiculul crossover BMW E53 X5 a fost produs între 1999 și 2006. Producția a încetat în septembrie 2006, modelul acesta fiind înlocuit de BMW X5 (E70).
Modelul E53 a fost produs pe vremea când BMW deținea Land Rover și beneficia de tehnologia Land Rover. Împărțea componente cu modelul Land Rover Range Rover HSE; în special sistemul de coborâre a pantelor și sistemul de management al motorului Off Road. Întregul sistem de divertisment  (Radio, Sistemul de navigare, Sistemele de televiziune și telecomunicații) este identic. 
O versiune facelifted a fost lansată pentru anul 2004, producția a început cu sfârșitul anului 2003.
La fel ca modelul Lexus RX 300, X5 a marcat trecerea de la SUV-urile bazate pe șasiu de vehicule ușoare, la crossover-uri, construite pe platforme de autovehicule unibody care au debutat la sfârșitul anilor 2000. Printre automobilele germane de lux, în timp ce Mercedes-Benz M-Class a apărut pe piață cu un an înainte, X5 a fost primul care a folosit un șasiu unibody, în timp ce clasa M a folosit o platformă de camioane ușoare până la a doua generație.

În timp ce Lexus RX se bazează pe sedanul de masă Toyota Camry, X5 își împărtășește bazele cu sedanul de lux BMW Seria 5 de performanță.

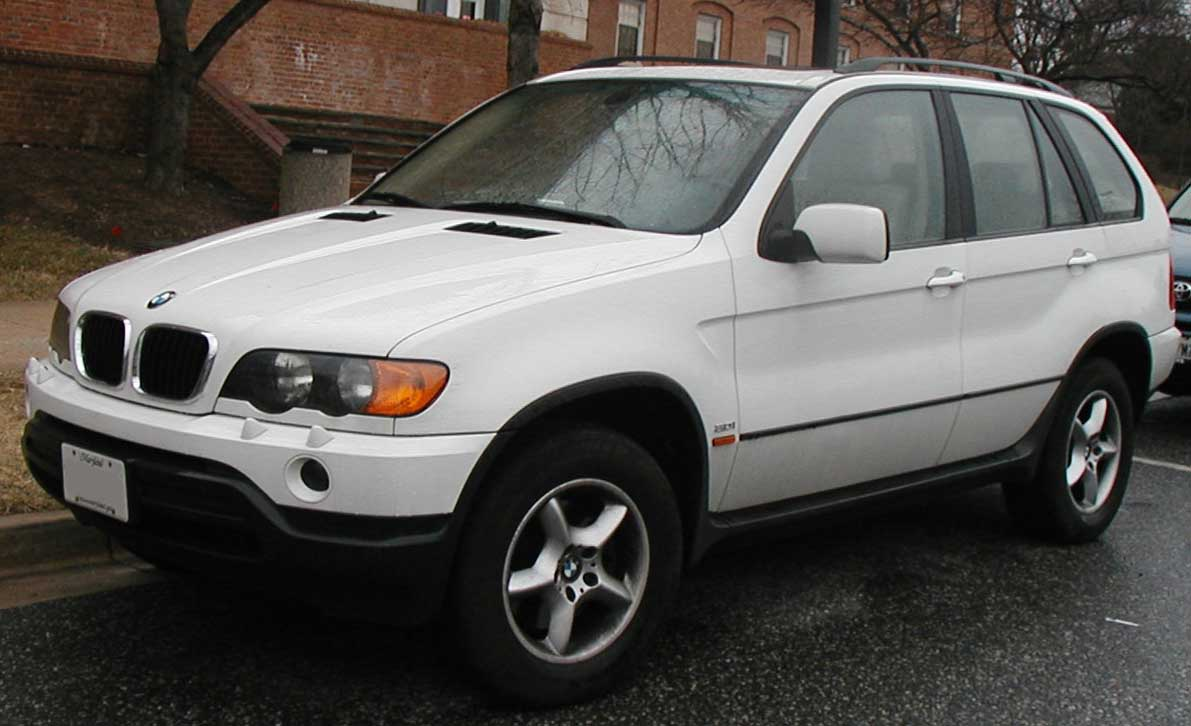
2000–2003 BMW X5 3.0si

## A doua generație E70 (2006-2013)

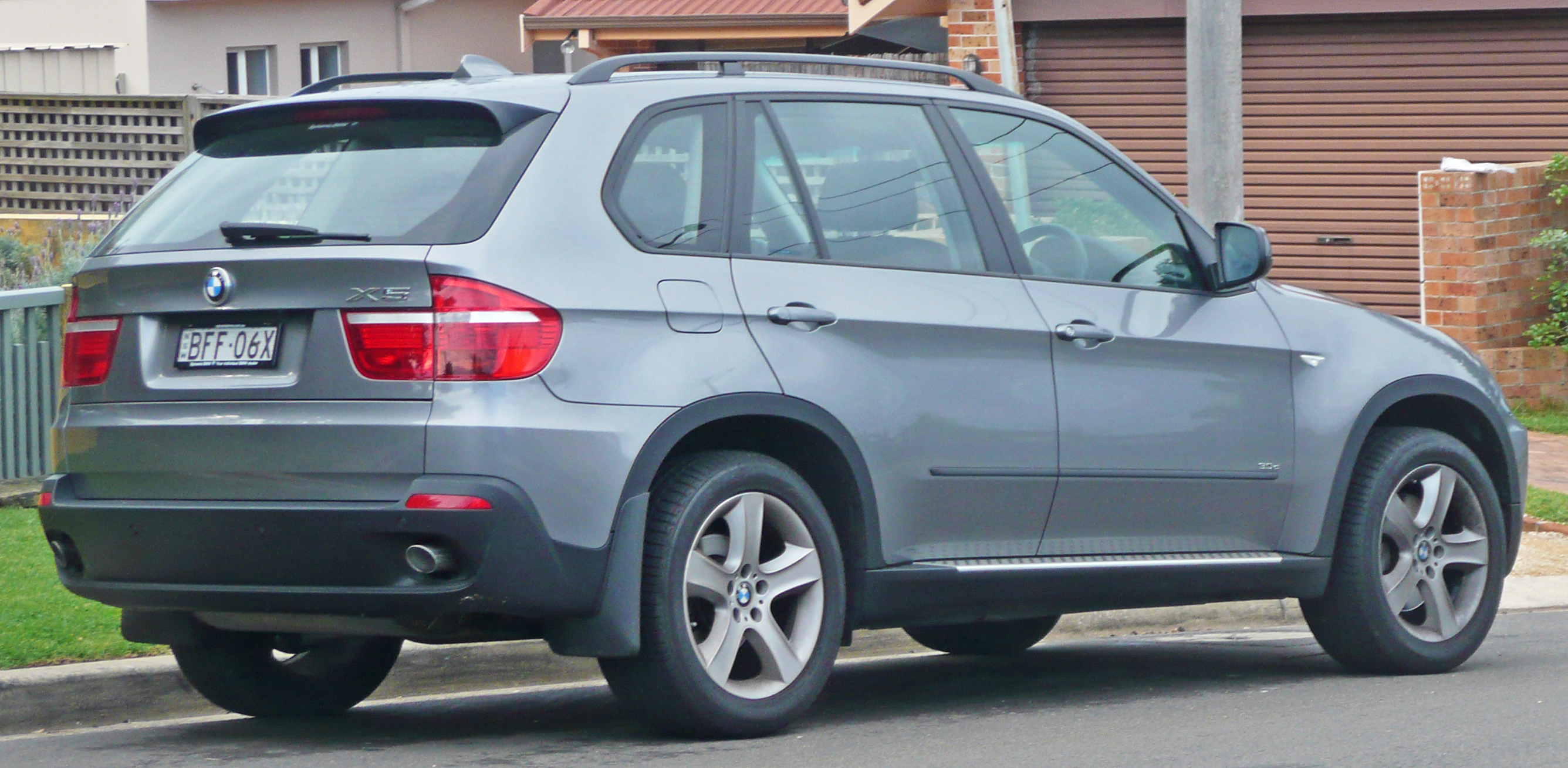
2007–2008 BMW X5 (E70) 3.0d (Australia)

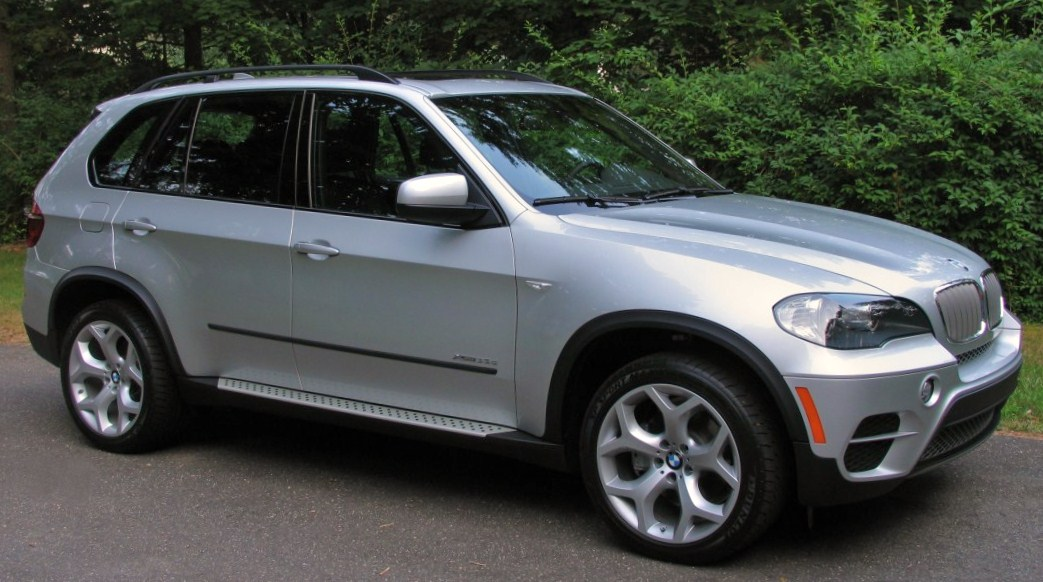
2011 BMW X5 (E70) 35d (Statele Unite)

BMW E70 este a doua generație de X5 Sport Activity Vehicle (SAV). A înlocuit BMW X5 (E53) în noiembrie 2006. A doua generație de X5 are multe progrese tehnologice noi inclusiv sistemul iDrive al celor de la BMW inclus în pachetul de bază și pentru prima dată un al treilea rând de scaune. Această generație include inovații de siguranță pentru segmentul crossover, cum ar fi o secțiune unică de încadrare în partea spate, pentru a proteja ocupanții rândului 3 de la vătămare ca urmare a unui impact. 
Promovarea X5-ului de la sfârșitul anului 2008 urmează noul sistem al nomenclaturei BMW, de exemplu, X5 3.0d se numește acum X5 xDrive35d, și 4.8i este numit X5 xDrive48i. BMW X5 M este un model de înaltă performanță X5 și a fost prezentat presei la Salonul Auto de la New York în aprilie 2009, și a început să apară la dealerii BMW în septembrie 2009.
Partajând același sistem de propulsie ca și modelul BMW X6 M, modelul X5 M este echipat cu primul motor M Power V-8 Twin-Turbo, care dezvolta 555 CP și un cuplu de 680 Nm, modelul fiind echipat cu M Dynamic Performance Control pentru o manevrabilitate impresionantă.
Modelul X5 a primit o revigorare la jumatatea generației (actualizare LCI) pentru anul 2011, beneficiind de un nou spoiler față și prize de aer, precum și o varietate de schimbări cosmetice minore. Pentru modelele X5 alimentate cu benzină, motoarele cu aspirație naturală din modelele xDrive30i și xDrive48i (N52 I-6 și N62 V8) au fost înlocuite cu motoare turbo (N55 single-turbo l6, N63 twin-turbo V8) și combinate cu transmisii automate cu 8 trepte, fiind redenumite ca xDrive35i și, respectiv, xDrive50i. XDrive35d a primit aceleași modificări exterioare ca restul gamei, dar în rest nu a primit alte actualizări. 
BMW X5 (E70) a fost al treilea cel mai bine vândut model din gama BMW, în anul 2011, pe primul loc clasându-se BMW Seria 3 (E90), iar pe locul al doilea, BMW Seria 5 (F10).

## Producție și vânzări
| Anul | Producție totală | Vânzări SUA |
| ---- | ---------------- | ----------- |
| 1999 |                  | 1.312       |
| 2000 | 38.282           | 26,720      |
| 2001 | 82.645           | 40.622      |
| 2002 | 100.827          | 42,742      |
| 2003 | 105.554          | 40.715      |
| 2004 | 104.988          | 35.225      |
| 2005 | 101.537          | 37.598      |
| 2006 | 75.321           | 26.798      |
| 2007 | 120.617          | 35.202      |
| 2008 | 116.489          | 31.858      |
| 2009 | 88.851           | 27.071      |
| 2010 | 102.178 (2,778)  | 35.776      |
| 2011 |                  | 40.547      |